# Yngve Ågren
Yngve Herbert Ågren, född 4 januari 1899 i Göteborg, död 1 september 1982 i Uppsala, var en svensk sångtextförfattare, skriftställare, målare och tecknare.
Ågren studerade vid Slöjdföreningens skola i Göteborg 1918–1921. Tillsammans med Ella Hägg-Bolin ställde han ut på Smålands nation i Uppsala och han medverkade i Uppsala konstförenings samlingsutställningar. Ågren var mångårig medarbetare i Grönköpings Veckoblad där han skapade pekoral under pseudonymen A:lfr-d V:stl-nd och gjorde Ludvig Hagwalds bästa transpiranto-översättningar. 
Han var utbildad vid Musikkonservatoriet i Stockholm. I Uppsala, där han bodde från 1943, var han pianolärare och musikrecensent och både skrev och tecknade i tidningen Upsala. Som exlibriskonstnär formgav han bland annat Bertil Lindblads exlibris och han utförde ett antal silhuetter till Lennart Brügges minnesskrift In memoriam  1917 men ägnade sig främst åt teckning och grafik med naturavbildningar som specialitet.
Han var son till musikdirektören Georg Ågren och Anna Charlotta Peterson samt från 1944 gift med affärsinnehavaren Märta Pinet. Makarna är begravda på Uppsala gamla kyrkogård.